# 愛德華茲縣 (德克薩斯州)
愛德華茲縣（英語：Edwards County）是美國德克薩斯州西南部的一個縣。面積5,491平方公里。根據美國2000年人口普查，共有人口2,162人。縣治羅克斯普林斯（Rocksprings）。
成立於1858年，縣政府成立於1883年。本縣紀念在納科多奇斯的殖民者黑登·愛德華茲（Haden Harrison Edwards）。